# Нігтевехт
Нігтевехт (нід. Nigtevecht, нід. вимова: [ˈnɪxtəˌvɛxt]) — село в нідерландській провінції Утрехт. Входить до муніципалітету Стіхтсе-Вехт.
Його площа становить 4,57 км², а населення станом на 2021 рік складало 1 575 осіб.
Раніше мало статус окремого муніципалітету.

## Галерея

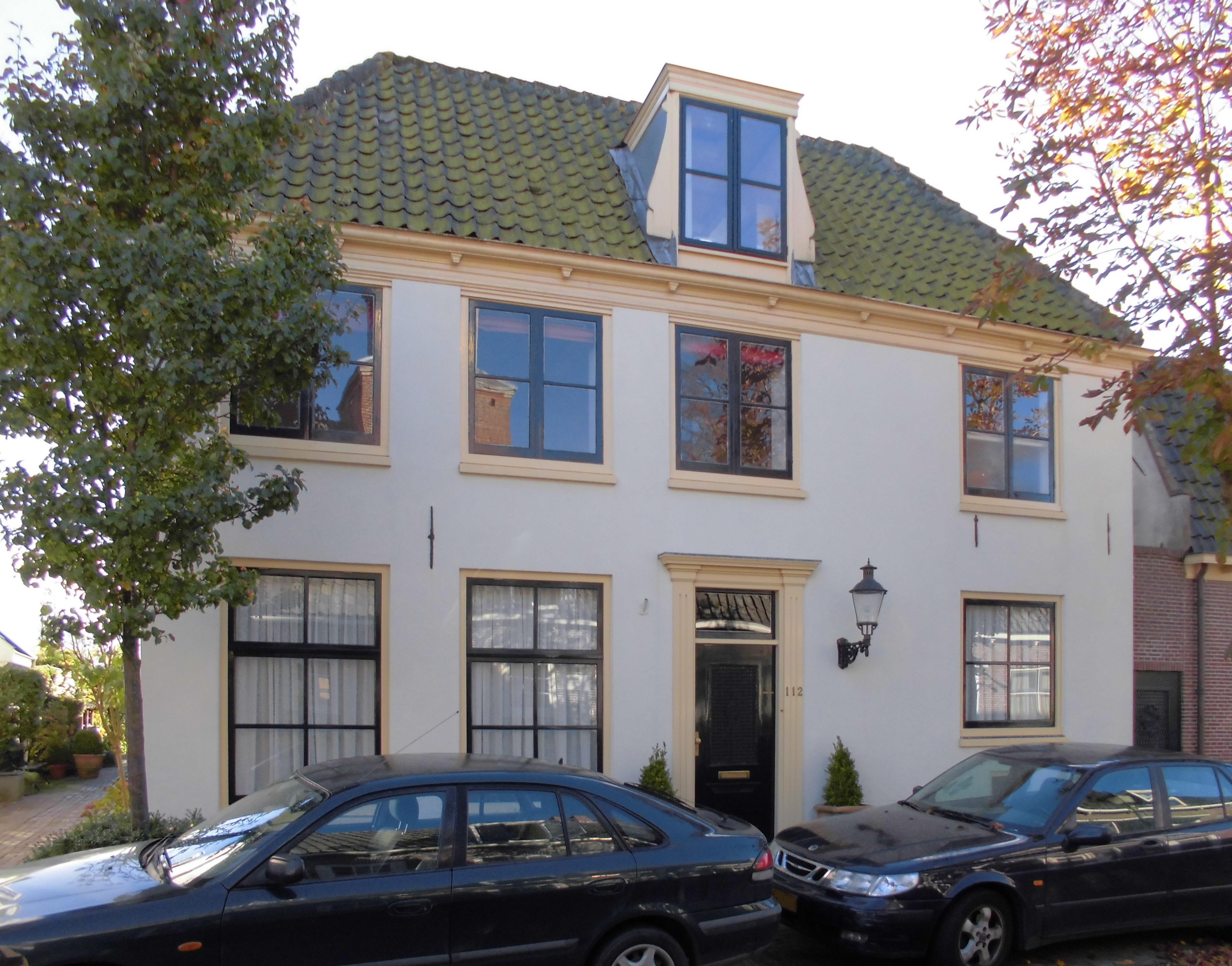
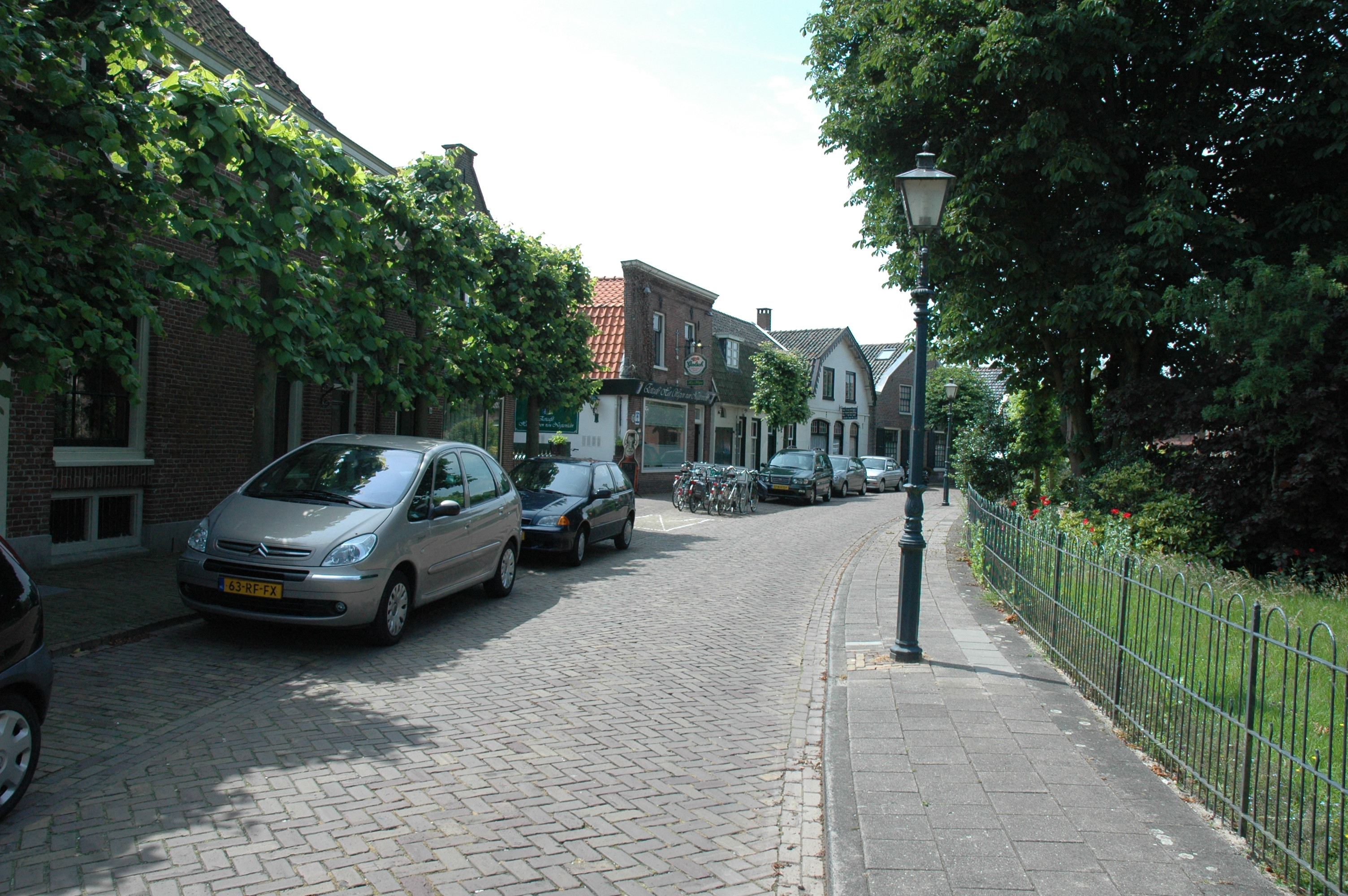
Центр села
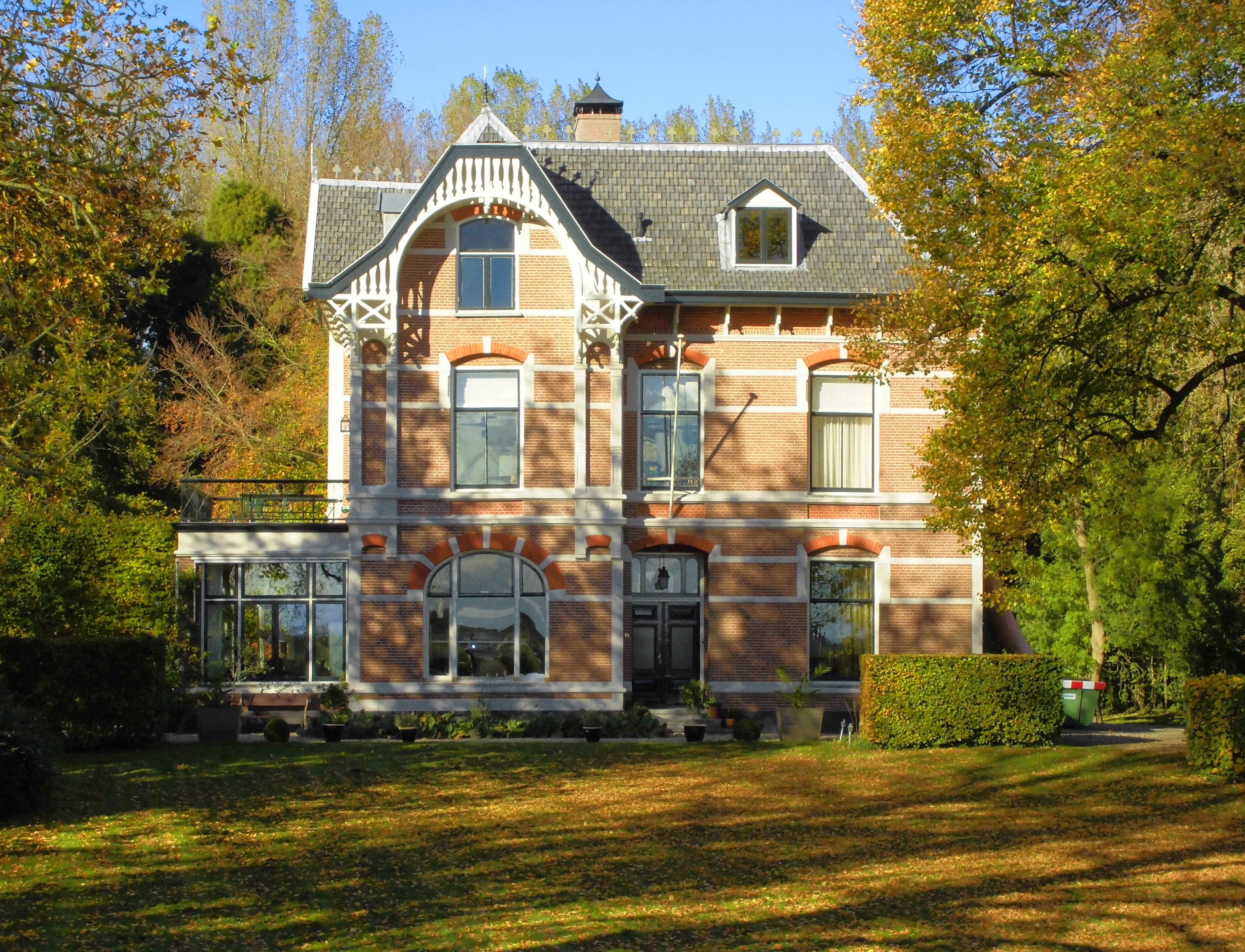
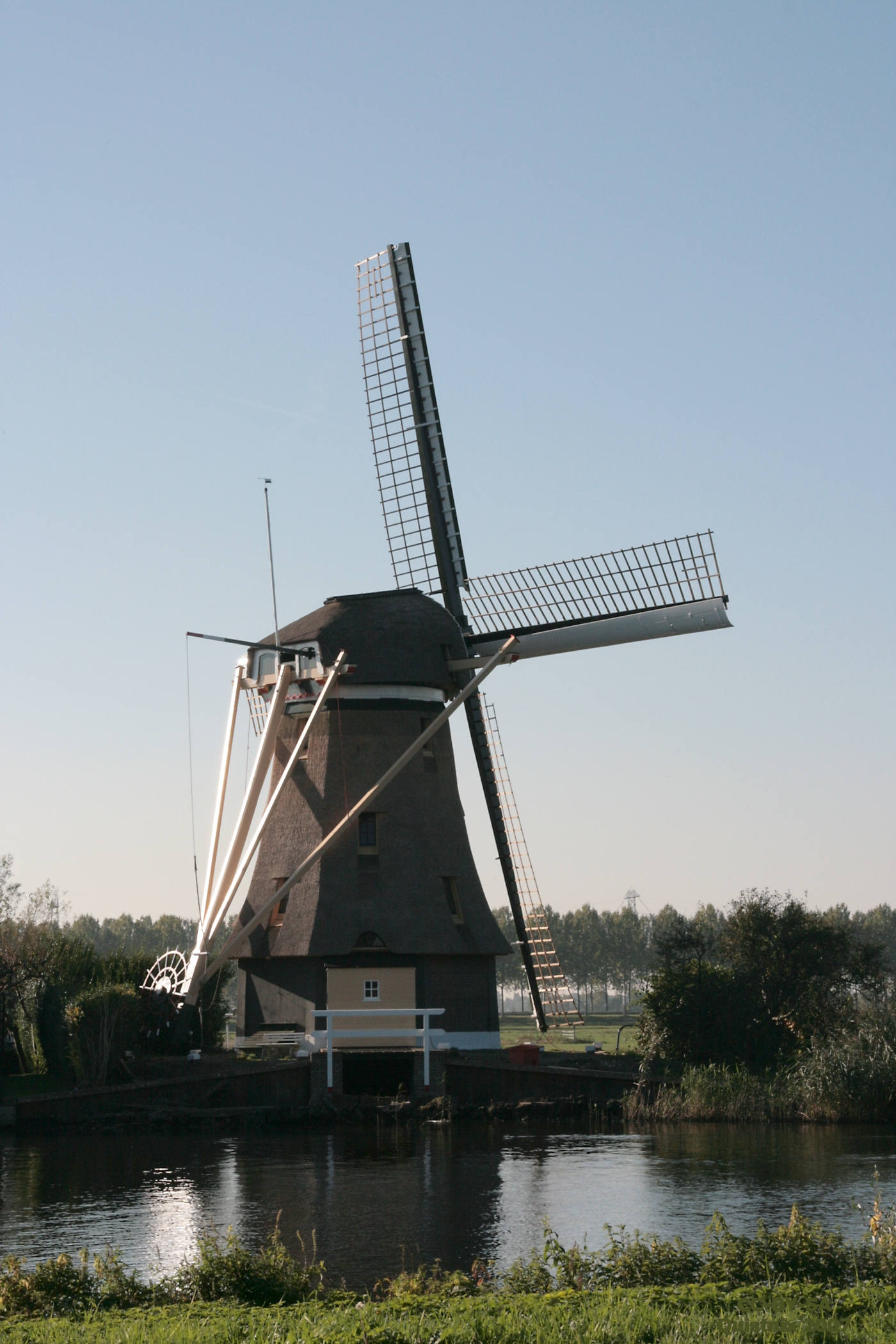
Вітряк Garsten